# Maam Valley
Maam Valley är en dal i republiken Irland.   Den ligger i grevskapet Galway och provinsen Connacht, i den nordvästra delen av landet, 220 km väster om huvudstaden Dublin.